# 塔内尔·萨厄尔
塔内尔·萨厄尔（土耳其語：Taner Sağır，1985年3月13日—），土耳其男子举重运动员。他曾代表土耳其参加2004年和2008年夏季奥林匹克运动会举重比赛，其中2004年奥运会获得一枚金牌。